# 楠图耶
楠图耶（法語：Nantouillet，法語發音：[nɑ̃tujɛ] ⓘ）是法国法蘭西島大區塞纳-马恩省的一个市镇，属于莫城区。 

## 地理
楠图耶（49°0'6"N, 2°42'12"E）面积5.15 平方千米，位于法国法蘭西島大區塞纳-马恩省，该省份为法国北部内陆省份，北起瓦兹省，西接埃松省、马恩河谷省、塞纳-圣但尼省和瓦兹河谷省，南至卢瓦雷省，东南接约讷省，东临马恩省和奥布省，东北接埃纳省。
与楠图耶接壤的市镇（或旧市镇、城区）包括：瑞伊、蒙热昂戈埃勒、圣梅姆、蒂约、维南特。

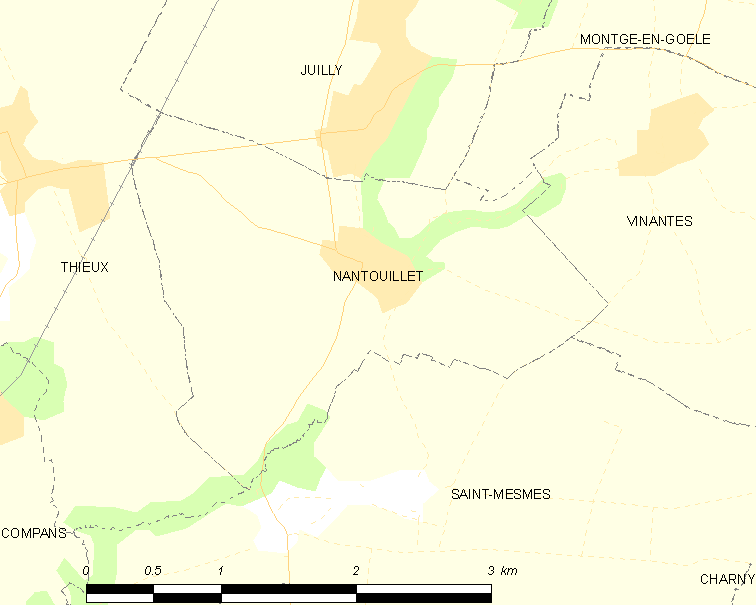
楠图耶的OSM定位图

楠图耶的时区为UTC+01:00、UTC+02:00（夏令时）。

## 行政
楠图耶的邮政编码为77230，INSEE市镇编码为77332。

## 政治
楠图耶所属的省级选区为米特里-莫里县。

## 人口

1962-2008年间楠图耶人口变化图示

楠图耶于2022年1月1日时的人口数量为303人。